# Los Angeles Rams 1974
La stagione 1974 dei Los Angeles Rams è stata la 37ª della franchigia nella National Football League e la 29ª a Los Angeles Con il nuovo allenatore Chuck Knox la squadra vinse il secondo di otto titoli di division consecutivi, un record NFL all'epoca. Nei playoff raggiunse per la prima volta nella sua storia la finale di conference, dove fu battuta dai Minnesota Vikings.

## Scelte nel Draft 1974
| Giro | Scelta | Giocatore        | Ruolo | College        |
| ---- | ------ | ---------------- | ----- | -------------- |
| 1    | 11     | John Cappelletti | RB    | Penn State     |
| 2    | 50     | Bill Simpson     | S     | Michigan State |
| 3    | 76     | Al Oliver        | OT    | UCLA           |
| 4    | 99     | Norris Weese     | QB    | Mississippi    |

## Roster
| Roster dei Los Angeles Rams nel 1974 |
| --- |
| Quarterback - 12 James Harris - 16 Ron Jaworski Running Back - 35 Tony Baker - 45 Jim Bertelsen - 32 Cullen Bryant - 22 John Cappelletti - 34 Les Josephson - 30 Lawrence McCutcheon - 33 Rob Scribner Wide Receiver - 29 Harold Jackson - 84 Jack Snow - 19 Lance Rentzel Tight End - 88 Pat Curran - 80 Bob Klein - 83 Terry Nelson Offensive Linemen - 73 Charlie Cowan T - 50 Ken Iman C - 65 Tom Mack G - 61 Rich Saul C - 71 Joe Scibelli G - 75 John Williams T Defensive Linemen - 89 Fred Dryer DE - 76 Cody Jones DT - 67 Bill Nelson DT - 74 Merlin Olsen DT - 85 Jack Youngblood DE Linebacker - 36 Ken Geddes - 52 Rick Kay - 57 Jim Peterson - 64 Jack Reynolds - 58 Isiah Robertson - 59 Jim Youngblood Defensive Back - 44 Al Clark CB - 42 Dave Elmendorf SS - 41 Eddie McMillan CB - 21 Tony Plummer - 20 Steve Preece S - 47 Charlie Stukes CB Special Team - 11 Mike Burke P - 27 David Ray K                                                                        |
| Legenda - I rookie sono in corsivo. - Il primo ruolo è il principale mentre gli eventuali successivi indicano i ruoli secondari. - (IR) sta per Injured Reserve ed indica la lista ristretta per un solo giocatore infortunato che può tornare ad allenarsi dopo la settimana 6 e a rientrare in prima squadra dopo che questa ha giocato 8 partite. - (NF-Inj.) / (NF-Ill.) stanno rispettivamente per Non-Football Injured e Non-Football Illness ed indicano le liste dove viene inserito un giocatore che ha un infortunio o una malattia non dipendente dal football americano. - (PUP) sta per Physically Unable to Perform ed indica la lista dove viene inserito un giocatore mentre è in attesa di recuperare la condizione fisica. Nella stagione regolare dopo la sesta partita giocata dalla propria squadra, il giocatore ha tempo tre settimane per riprendere ad allenarsi, più tre settimane aggiuntive dal suo rientro agli allenamenti per rientrare in prima squadra. |

## Calendario

### Stagione regolare
| Stagione regolare |                         |          |
| Turno             | Avversario              | Pubblico |
| 1                 | at Denver Broncos       | V 17–10  |
| 2                 | New Orleans Saints      | V 24–0   |
| 3                 | at New England Patriots | S 20–14  |
| 4                 | Detroit Lions           | V 16–13  |
| 5                 | at Green Bay Packers    | S 17–6   |
| 6                 | San Francisco 49ers     | V 37–14  |
| 7                 | at New York Jets        | V 20–13  |
| 8                 | at San Francisco 49ers  | V 15–13  |
| 9                 | Atlanta Falcons         | V 21–0   |
| 10                | at New Orleans Saints   | S 20–7   |
| 11                | Minnesota Vikings       | V 20–17  |
| 12                | at Atlanta Falcons      | V 30–7   |
| 13                | Washington Redskins     | S 23–17  |
| 14                | Buffalo Bills           | V 19–14  |

### Playoff
| Playoff                 |                  |                      |           |
| Turno                   | Data             | Avversario           | Risultato |
| Divisional              | 22 dicembre 1974 | Washington Redskins  | V 19–10   |
| Conference Championship | 29 dicembre 1974 | at Minnesota Vikings | S 14–10   |

## Classifiche
| NFC West            |    |    |   |      |     |      |     |     |     |
|                     | V  | S  | P | %    | DIV | CONF | PF  | PS  | STR |
| Los Angeles Rams    | 10 | 4  | 0 | .714 | 5–1 | 7–3  | 263 | 181 | V1  |
| San Francisco 49ers | 6  | 8  | 0 | .429 | 4–2 | 6–5  | 226 | 236 | V2  |
| New Orleans Saints  | 5  | 9  | 0 | .357 | 3–3 | 5–6  | 166 | 263 | S1  |
| Atlanta Falcons     | 3  | 11 | 0 | .214 | 0–6 | 3–8  | 111 | 271 | V1  |